# Kenji Urada
Kenji Urada (c. 1944 - 4 de julho de 1981) foi um operário japonês. Urada é frequentemente relatado erroneamente como a primeira pessoa a ser morta por um robô, no entanto, Robert Williams, um funcionário da Ford Motor Company, já havia recebido esse título mais de dois anos antes, em 25 de janeiro de 1979.
Urada era um funcionário de manutenção na fábrica da Kawasaki Heavy Industries em Akashi. Ele morreu enquanto verificava um braço mecânico com defeito; após ultrapassar a barreira de segurança, que era projetada para desligar a máquina quando aberta, ele aparentemente ativou o robô inadvertidamente. O braço, construído pela Kawasaki sob licença da Unimation, o esmagou contra uma máquina adjacente ou o perfurou nas costas. Os outros funcionários não conseguiram parar a máquina pois não estavam familiarizados com seu funcionamento.
O serviço de notícias internacional UPI informou que Urada foi o primeiro humano morto por um robô em 8 de dezembro de 1981. As circunstâncias de sua morte não foram tornadas públicas até que uma investigação do escritório de padrões trabalhistas de Hyōgo fosse concluída. A investigação concluiu que os trabalhadores não estavam familiarizados com as máquinas e que o maquinário não estava suficientemente regulamentado. O robô que matou Urada foi removido da fábrica, e cercas altas foram erguidas ao redor dos outros dois robôs após o acidente.